# Beautiful Mistakes
«Beautiful Mistakes» — сингл американской поп-рок-группы Maroon 5 и американской певицы Megan Thee Stallion, второй сингл с седьмого студийного альбома группы Jordi. Сингл был издан 3 марта 2021 года звукозаписывающими лейблами Interscope Records и 222.

## История
Песня была анонсирована вместе с названием, обложкой и датой выпуска 22 февраля 2021 года. Официальное лирик-видео было выпущено вместе с песней 3 марта 2021 года. Официальный видеоклип вышел 12 марта 2021 года.
«Beautiful Mistakes» — это гитарная поп-рок песня с тяжёлыми ударными, атмосферными синтезаторами и спокойным ритмом. Thee Stallion исполняет медленный и мелодичный куплет и на полпути переключается с рэпа на обычное пение

Когда Меган переходит к мелодичному исполнению, честно говоря, она фактически показывает эту новую линию и эту новую универсальность. Это её сторона, о которой я ещё никогда не слышал. […] То, что она сделала, было просто чудесным, и это вывело песню на совершенно новый уровень.— Adam Levine.

## Позиции в чартах
| Чарт (2021)                            | Высшая позиция |
| -------------------------------------- | -------------- |
| Австралия (ARIA)                       | 36             |
| Бельгия/Фландрия (Ultratop 50)         | 37             |
| Бельгия/Валлония (Ultratop 50)         | 16             |
| Канада (Billboard Canadian Hot 100)    | 8              |
| Канада (Billboard AC)                  | 2              |
| Канада (Billboard CHR/Top 40)          | 2              |
| Канада (Billboard Hot AC)              | 1              |
| Мир (Billboard Global 200)             | 26             |
| Венгрия (Single Top 40)                | 10             |
| Ирландия (IRMA)                        | 36             |
| Новая Зеландия (RMNZ)                  | 21             |
| Португалия (AFP)                       | 69             |
| Словакия (Rádio — Top 100)             | 53             |
| Швейцария (Schweizer Hitparade)        | 52             |
| Великобритания (OCC UK Singles)        | 50             |
| США (Billboard Hot 100)                | 18             |
| США (Billboard Adult Contemporary)     | 13             |
| США (Billboard Adult Pop Airplay)      | 2              |
| США (Billboard Dance/Mix Show Airplay) | 31             |
| США (Billboard Pop Airplay)            | 10             |

## Сертификации
| Регион                                                                      | Сертификация | Продажи |
| --------------------------------------------------------------------------- | ------------ | ------- |
| Канада (Music Canada)                                                       | Платиновый   | 80 000  |
| Италия (FIMI)                                                               | Золотой      | 35 000  |
| Новая Зеландия (RMNZ)                                                       | Золотой      | 15 000  |
| Данные о продажах + прослушиваниях приведены только на основе сертификации. |              |         |